# Johan Jensen
Johan Ludvig William Valdemar Jensen, född 8 maj 1859 i Nakskov, död 5 mars 1925, var en dansk telefoningenjör och matematiker.
Efter att ha studerat matematik, fysik och elektroteknik anställdes Jensen 1882 på Københavns Telefonselskabs tekniska avdelning, för vilken han 1890 blev chef. Vid sidan av denna praktiska verksamhet och sitt arbete med förbättringar av bolagets apparater ägnade han sig åt matematiken och erhöll en särskilt en utmärkt insikt i funktionsteorin, så som den utvecklades av Karl Weierstrass. 
De flesta av Jensens avhandlingar finns i den danska "Tidsskrift for matematik", i Videnskabernas Selskabs skrifter, i "Acta mathematica" och i "Comptes rendus de l'Académie des sciences"; de innehåller både intressanta nya satser och framställningar av kända matematiska delområden, till exempel läran om gränsvärden och gammafunktionens teori. Jensen fann, oberoende av Ernst Kummer, det mycket omfattande konvergenskriteriet för serier, som bär Kummers namn, och han meddelade detta i ett, både med avseende på formulering och med bevisföring, förbättrat sätt.
Under en följd av år ägnade Jensen sig åt problemet om antalet primtal under en vis gräns och dithörande undersökningar; hans publikationer på detta område behandlar bland annat utvecklandet av satser beträffande hela rationella ekvationers rötter till hela transcendenta funktioners nollpunkter. Jensen blev ledamot av Videnskabernas Selskab 1907, av Vetenskapsakademien i Stockholm 1913 och av Videnskapsselskabet i Kristiania (1917), Han promoverades till hedersdoktor vid Lunds universitet 1918.

## Utmärkelser
- Riddare av Dannebrogorden,  1906[2]
- Dannebrogsmännens hederstecken,  1921[2]

[Redigera Wikidata]